# بالول دي ريبارديت
بلدية بالول دي ريبارديت (بالإسبانية: Palol de Rebardit) هي بلدية تقع في مقاطعة جرندة التابعة لمنطقة كتالونيا شمال شرق إسبانيا.

## الديموغرافيا
بلغ عدد سكان بلدية بالول دي ريبارديت 471 نسمة عام 2011 (وفقاً للمعهد الوطني الإسباني للإحصاء).
| 365 | 370 | 388 | 425 | 459 | 479 | 471 |